# Чемпионат СССР по тяжёлой атлетике 1962
37-й чемпионат СССР по тяжёлой атлетике прошёл с 6 по 10 мая 1962 года в Тбилиси (Грузинская ССР). В нём приняли участие 96 атлетов, которые были разделены на 9 весовых категорий и соревновались в троеборье (жим, рывок и толчок).

## Медалисты
| Категория                       | Золото                                        | Золото                       | Серебро                                       | Серебро                          | Бронза                                        | Бронза                           |
| До 52 кг (наилегчайший вес)     | Владимир Сметанин Вооружённые Силы Свердловск | 297,5 кг (92,5 + 90 + 115)   | Арнольд Хальфин «Спартак» Львов               | 290 кг (95 + 80 + 115)           | Вячеслав Погорелов «Авангард» Севастополь     | 287,5 кг (87,5 + 85 + 115)       |
| До 56 кг (легчайший вес)        | Алексей Вахонин «Труд» Киселёвск              | 340 кг (102,5 + 102,5 + 135) | Владимир Стогов Вооружённые Силы Москва       | 337,5 кг (107,5 + 102,5 + 127,5) | Виктор Марзагулов «Труд» Куйбышев             | 327,5 кг (102,5 + 95 + 130)      |
| До 60 кг (полулёгкий вес)       | Евгений Кацура Вооружённые Силы Казань        | 355 кг (110 + 105 + 140)     | Михаил Медведев «Труд» Ленинград              | 350 кг (107,5 + 107,5 + 135)     | Рафаэль Чимишкян «Динамо» Тбилиси             | 342,5 кг (100 + 105 + 137,5)     |
| До 67,5 кг (лёгкий вес)         | Владимир Каплунов Вооружённые Силы Хабаровск  | 410 кг (132,5 + 120 + 157,5) | Виктор Бушуев «Труд» Горький                  | 400 кг (130 + 120 + 150)         | Анатолий Маясин «Динамо» Рига                 | 382,5 кг (110 + 120 + 152,5)     |
| До 75 кг (полусредний вес)      | Михаил Хомченко «Колгоспник» Ровно            | 420 кг (130 + 125 + 165)     | Владимир Беляев Вооружённые Силы Киев         | 417,5 кг (117,5 + 137,5 + 162,5) | Вячеслав Козлов «Спартак» Уфа                 | 410 кг (135 + 120 + 155)         |
| До 82,5 кг (средний вес)        | Рудольф Плюкфельдер «Труд» Киселёвск          | 450 кг (145 + 135 + 170)     | Юрий Расчёскин Вооружённые Силы Ташкент       | 440 кг (137,5 + 130 + 172,5)     | Фёдор Богдановский Вооружённые Силы Ленинград | 435 кг (140 + 130 + 165)         |
| До 90 кг (полутяжёлый вес)      | Эдуард Бровко «Спартак» Днепропетровск        | 455 кг (145 + 135 + 175)     | Василий Степанов «Динамо» Рига                | 452,5 кг (147,5 + 140 + 165)     | Василий Пегов «Труд» Москва                   | 447,5 кг (137,5 + 132,5 + 177,5) |
| До 110 кг (тяжёлый вес)         | Роберт Шейерман Вооружённые Силы Свердловск   | 487,5 кг (160 + 142,5 + 185) | Виталий Двигун «Таджикистан» Душанбе          | 457,5 кг (142,5 + 140 + 175)     | Сергей Ромасенко «Труд» Куйбышев              | 452,5 кг (140 + 140 + 172,5)     |
| Свыше 110 кг (супертяжёлый вес) | Юрий Власов Вооружённые Силы Москва           | 522,5 кг (187,5 + 150 + 185) | Леонид Жаботинский Вооружённые Силы Запорожье | 512,5 кг (172,5 + 150 + 190)     | Юрий Вилькович «Спартак» Ашхабад              | 475 кг (162,5 + 135 + 177,5)     |